# Юзефін (гміна Рейовець-Фабричний)
Юзефін (пол. Józefin) — село в Польщі, у гміні Рейовець-Фабричний Холмського повіту Люблінського воєводства. Населення — 143 особи (2011).

## Історія
За даними етнографічної експедиції 1869—1870 років під керівництвом Павла Чубинського, у селі здебільшого проживали польськомовні римо-католики, меншою мірою — українськомовні греко-католики.
У 1975—1998 роках село належало до Холмського воєводства.

## Демографія
Демографічна структура станом на 31 березня 2011 року:
|          | Загалом | Допрацездатний вік | Працездатний вік | Постпрацездатний вік |
| -------- | ------- | ------------------ | ---------------- | -------------------- |
| Чоловіки | 72      | 21                 | 43               | 8                    |
| Жінки    | 71      | 14                 | 36               | 21                   |
| Разом    | 143     | 35                 | 79               | 29                   |